# Pomniki przyrody w Raciborzu
Pomniki przyrody w Raciborzu – pierwszymi obiektami w Raciborzu uznanymi za pomniki przyrody były głaz narzutowy z epoki lodowcowej na placu Wolności (1960), sosna Sosienka w Brzeziu (1963) oraz Dąb Sobieskiego w Łężczaku (1967), choć te dwa ostatnie w granicach Raciborza znalazły się dopiero w latach 70. XX wieku, po przyłączeniu do miasta Brzezia (1975) i Markowic (1977). W 1992 roku uchwała Rady Miasta do rangi pomników przyrody zakwalifikowała kolejnych 9 pojedynczych drzew, jedną grupę drzew oraz jedno pnącze. W roku 2000 z kolei wycięto brzeską sosnę po tym, jak została podpalona. W sporządzonej w roku 2006 waloryzacji przyrodniczej miasta Racibórz wskazano 17 nowych obiektów, z których po analizie postanowiono objąć ochroną 6 następnych (przy czym z 9 proponowanych drzew z terenu dawnego szpitala przy ul. Bema jedno odrzucono, a pozostałe 8 połączono w grupę i uznano jako jeden pomnik przyrody). Ponadto pozytywnie rozpatrzono wniosek osoby fizycznej o uznanie za pomnik przyrody jesionu wyniosłego przy ul. Babickiej. Ostatecznie uchwała Rady Miasta z 2008 roku zatwierdziła poszerzoną listę 18 obiektów, którą uzupełniają wspomniany już wcześniej dąb szypułkowy i głaz narzutowy.

## Lista pomników przyrody w Raciborzu
Na terenie Raciborza znajduje się łącznie 20 obiektów uznanych za pomniki przyrody, na które składają się pojedyncze drzewa, grupy drzew, jedno pnącze oraz głaz narzutowy – jedyny pomnik przyrody nieożywionej w Raciborzu:
| Obiekt                                                    | Wymiary                                                                                         | Szacunkowy wiek                                                        | Położenie | Data ustanowienia pomnikiem | Opis | Zdjęcie |
| --------------------------------------------------------- | ----------------------------------------------------------------------------------------------- | ---------------------------------------------------------------------- | --- | --------------------------- | --- | ------- |
| Dąb biały (Quercus alba, odmiana łyżkowata 'Elongata')    | obw.: 336 cm pierśn.: 107 cm wys.: 24 m średn. kor.: 22 m                                       | ok. 120 lat                                                            | Przy ul. Londzina, na działce nr 4355/8, między budynkiem supermarketu a stacją paliw, w pobliżu pomnikowego jesionu wyniosłego 50°05′45,88″N 18°12′48,52″E/50,096078 18,213478                                | 17 grudnia 1992             | Jest to najprawdopodobniej najgrubszy dąb biały w Polsce. Znajduje się w dobrym stanie zdrowotnym. Objęto go ochroną w celach naukowo-dydaktycznych, ze względu na atrakcyjny pokrój drzewa oraz budowę morfologiczną liści i kory drzewa, a także ze względu na pokaźne rozmiary. Jest to również egzotyczny gatunek pochodzący z Ameryki Północnej, rzadko spotykany w Polsce. |         |
| Dąb błotny (Quercus palustris)                            | obw.: 310 cm pierśn.: 98 cm wys.: 16 m średn. kor.: 7 m                                         | ok. 110 lat                                                            | Park Zamkowy, niedaleko skrzyżowania ulic Zamkowej i Armii Krajowej, na działce nr 121/19 50°05′42,94″N 18°13′19,94″E/50,095261 18,222206                                                                      | 17 grudnia 1992             | Stan zdrowotny drzewa jest zadowalający, aczkolwiek nie jest ono zachowane w całości – pozostała głównie kłoda i ok. 40% masy korony, brak jest partii wierzchołkowej, spowodowany złamaniem przewodnika oraz wykonaniem cięć redukcyjnych. Od strony południowej, u nasady pnia znajduje się ubytek wgłębny o wymiarach 20 x 40 cm, uwidaczniający puste wnętrze drzewa. Na pniu widoczna jest również zarastająca blizna, będąca śladem po uderzeniu pioruna, liczne spękania korowiny i ślady urazów mechanicznych. Częściowo odsłonięte są korzenie szkieletowe. Usunięty już najniżej odchodzący konar posiadał zarastające rozszczepienie na wysokości 4 m, a także rozległy ubytek powierzchniowy w miejscu wygięcia. Objęto je ochroną ze względów historycznych i naukowo-dydaktycznych, z uwagi na atrakcyjny pokrój drzewa i budowę morfologiczną liści oraz kory a także ze względu na fakt, iż jest ono pozostałością historycznego założenia parkowego (reprezentuje również słabo zachowany w tym miejscu starodrzew wokół Zamku Piastowskiego). |         |
| Cypryśnik błotny (Taxodium distichum)                     | obw.: 220 cm pierśn.: 70 cm wys.: 23 m średn. kor.: 7 m                                         | ok. 80–90 lat                                                          | Park im. Miasta Roth, od strony ul. Bema, na działce nr 1554/164 50°05′06,94″N 18°13′02,78″E/50,085261 18,217439                                                                                               | 17 grudnia 1992             | Jedno z dwóch drzew tego gatunku w mieście. Zachowany jest w dobrym stanie zdrowotnym. Korona drzewa jest asymetryczna, z jednym przewodnikiem. Jest to egzemplarz rzadkiego w Polsce gatunku. Został objęty ochroną w celach dydaktyczno-naukowych i estetycznych, z uwagi na atrakcyjny pokrój drzewa i budowę morfologiczną liści oraz kory, a także ze względu na fakt iż drzewo wyróżnia się na tle innych w rodzimym drzewostanie |         |
| Cypryśnik błotny                                          | obw.: 251 cm pierśn.: 80 cm wys.: 27 m średn. kor.: 12 m                                        | ok. 80–90 lat                                                          | W pobliżu cmentarza żołnierzy Armii Radzieckiej, na zieleńcu przy ul. Reymonta, na terenie działki nr 4315/8 50°05′50,83″N 18°12′50,69″E/50,097453 18,214081                                                   | 17 grudnia 1992             | Jeden z dwóch okazów tego gatunku w mieście. Drzewo jest w dobrym stanie zdrowotnym. Pień w górnej części odchylony jest od pionu o ok. 20°. W koronie drzewa występuje posusz w ilości ok. 20%. W odziomku od strony zachodniej występuje zarośnięty ubytek do wysokości 80 cm, a od strony południowej pęknięcie mrozowe do wysokości 2,5 m. Uzasadnieniem objęcia go ochroną były względy dydaktyczno-naukowe oraz estetyczne, atrakcyjny pokrój drzewa, budowa morfologiczna liści oraz kory, a także fakt iż drzewo wyróżnia się na tle innych w rodzimym drzewostanie |         |
| Bluszcz pospolity (Hedera helix)                          | obw.: 52 cm pierśn.: 16 cm wys.: 19 m średn. kor.: 4 m                                          | ok. 70 lat                                                             | Park im. Miasta Roth, od strony ul. Opawskiej, na terenie działki nr 1802/185 50°05′11,11″N 18°12′55,55″E/50,086419 18,215431                                                                                  | 17 grudnia 1992             | Wspina się po martwym świerku pospolitym (Picea abies) o pierśnicy wynoszącej 102 cm i wysokim na 18,5 m. Stan zdrowotny pnącza jest bardzo dobry. Jest to bardzo stary, żeński egzemplarz. Powodem objęcia okazu ochroną były względy dydaktyczno-naukowe, atrakcyjny pokrój, wyjątkowa i rzadko spotykana łodyga przekształcona w wyraźny pień oraz fakt iż egzemplarz wyróżnia się w swym drzewostanie |         |
| Platan klonolistny (Platanus × acerifolia)                | obw.: 730 cm pierśn.: 232 cm wys.: 26 m średn. kor.: 35 m                                       | ok. 240 lat                                                            | W środkowej części parku Kolejowego, na terenie działki nr 4453/137 50°05′19,33″N 18°13′24,91″E/50,088703 18,223586                                                                                            | 17 grudnia 1992             | Drzewo jest w pełni zdrowe. Na wysokości 3,5 m pień drzewa rozgałęzia się na dwa główne przewodniki, ponadto na wysokości 2 m wyrasta charakterystyczny, gruby konar boczny. W dolnej części pnia widoczne są liczne zgrubienia. Gatunek charakteryzuje się wyjątkowymi walorami dekoracyjnymi. Egzemplarz został objęty ochroną ze względów estetycznych i historycznych, z uwagi na budowę morfologiczną kory oraz wyróżnianie się na tle innych drzew w rodzimym drzewostanie, a także ze względu na wiek (okaz jest jednym z najstarszych drzew tego gatunku w Polsce) |         |
| Platan klonolistny                                        | obw.: 574 cm pierśn.: 183 cm wys.: 27 m średn. kor.: 27 m                                       | ok. 200 lat                                                            | Park Kolejowy, od strony ul. Sejmowej, na terenie działki nr 4453/137 50°05′21,51″N 18°13′26,42″E/50,089308 18,224006                                                                                          | 17 grudnia 1992             | Na szyi korzeniowej drzewa znajdują się wypróchnienia, a na pniu liczne ubytki powierzchniowe i wgłębne. Na wysokości 3 m pień drzewa rozgałęzia się na pięć przewodników. Egzemplarz objęto ochroną ze względów estetycznych i historycznych, z uwagi na atrakcyjny pokrój oraz budowę morfologiczną kory, a także wyróżnianie się na tle innych drzew w rodzimym drzewostanie. Drzewo jest pozostałością po zadrzewieniach z XIX wieku |         |
| Platan klonolistny                                        | obw.: 420 cm pierśn.: 134 cm wys.: 26 m średn. kor.: 30 m                                       | ok. 120 lat                                                            | Park Kolejowy, od strony ul. Głowackiego, na terenie działki nr 4453/137, w niewielkiej odległości na południe od drugiego pomnikowego platana klonolistnego 50°05′18,57″N 18°13′23,50″E/50,088492 18,223194   | 17 grudnia 1992             | W dolnej części pnia drzewa znajdują się guzowate zgrubienia. Na wysokości 1,7 m znajduje się niewielka, spróchniała w środku dziupla, będąca śladem po konarze. Na wysokości 3 m pień rozwidla się na dwa główne przewodniki, które są znacznie przechylone (od 10 do 40°). Okaz objęty został ochroną ze względów estetycznych i historycznych, z uwagi na atrakcyjny pokrój oraz budowę morfologiczną kory, a także wyróżnianie się na tle innych drzew w rodzimym drzewostanie. Drzewo jest również pozostałością po zadrzewieniach z XIX wieku |         |
| Platan klonolistny                                        | obw.: 437 cm pierśn.: 139 cm wys.: 27 m średn. kor.: 28 m                                       | ok. 120 lat                                                            | Park Kolejowy, od strony ul. Głowackiego, na terenie działki nr 4453/137, w niewielkiej odległości na północ od drugiego pomnikowego platana klonolistnego 50°05′18,97″N 18°13′23,50″E/50,088603 18,223194     | 17 grudnia 1992             | W dolnej części pnia drzewa znajdują się guzowate zgrubienia. Drzewo jest zdrowe, w koronie występują jedynie niewielkie ślady posuszu. Egzemplarz został objęty ochroną ze względów estetycznych i historycznych, z uwagi na atrakcyjny pokrój oraz budowę morfologiczną kory, a także wyróżnianie się na tle innych drzew w rodzimym drzewostanie. Drzewo jest też pozostałością po zadrzewieniach z XIX wieku |         |
| Platan klonolistny                                        | obw.: 530 cm pierśn.: 169 cm wys.: 29 m średn. kor.: 31 m                                       | ok. 180 lat                                                            | W pobliżu cmentarza żołnierzy Armii Radzieckiej, na zieleńcu przy ul. Reymonta, na terenie działki nr 4315/8 50°05′49,74″N 18°12′50,47″E/50,097150 18,214019                                                   | 17 grudnia 1992             | Egzemplarz jest całkowicie zdrowy. Ma charakterystyczną budowę, z jednym głównym przewodnikiem. Został objęty ochroną ze względów estetycznych, z uwagi na atrakcyjny pokrój drzewa i wyjątkowo proporcjonalnie rozbudowaną koronę, budowę morfologiczną kory (pień i konary drzewa są wyraźnie cętkowane) oraz ze względu na fakt wyróżniania się na tle innych drzew w rodzimym drzewostanie |         |
| Grupa siedmiu platanów klonolistnych                      | obw.: od 241 do 331 cm pierśn.: od 77 do 105 cm wys.: od 20 do 24 m średn. kor.: od 16 do 23 m  | ok. 80–90 lat                                                          | Przy ul. Wojska Polskiego, na działce nr 3075/47, obok Szkoły Podstawowej nr 4 im. księdza Stefana Pieczki 50°05′30,06″N 18°12′56,21″E/50,091683 18,215614                                                     | 17 grudnia 1992             | Drzewa stanowią jednorzędowy szpaler wzdłuż ulicy, oddzielając od niej teren szkoły. Stan zdrowotny drzew jest bardzo dobry, jedynie na drzewie nr 2 znajduje się niewielkie wypróchnienie w odziomku, do wysokości 0,7 m. Objęto je ochroną ze względów dydaktyczno-naukowych, estetycznych i przyrodniczych, z uwagi na atrakcyjny pokrój oraz budowę morfologiczną kory drzew, a także ze względu na fakt, iż drzewa wyróżniają się na tle innych drzew i okolicznej zabudowy oraz stanowią rzadki przykład starodrzewia przyulicznego w centrum Raciborza |         |
| Grab pospolity (Carpinus betulus)                         | obw.: 296 cm pierśn.: 95 cm wys.: 19 m średn. kor.: 19 m                                        | ok. 110 lat                                                            | Park im. Miasta Roth, tuż obok pozostałości po pomniku Poległych w Czasie I Wojny Światowej, na terenie działki nr 1554/164 50°05′08,44″N 18°13′00,54″E/50,085678 18,216817                                    | 26 listopada 2008           | Znajduje się w dobrym stanie zdrowotnym. W kłodzie znajdują się widoczne wgłębienia. Drzewo posiada trzy główne przewodniki i symetryczną koronę. Egzemplarz objęto ochroną ze względów estetycznych i dydaktyczno-naukowych, z uwagi na atrakcyjny pokrój i dekoracyjną budowę pnia (falisty przekrój z licznymi niszami oraz srebrzystymi smugami), a także w związku z tym, iż wyróżnia się na tle innych drzew |         |
| Jesion wyniosły (Fraxinus excelsior)                      | obw.: 396 cm pierśn.: 126 cm wys.: 26 m średn. kor.: 27 m                                       | ok. 190 lat                                                            | Park im. Miasta Roth, część katolicka dawnego cmentarza katolicko-ewangelickiego, teren działki nr 3510/186 50°05′09,02″N 18°12′53,48″E/50,085839 18,214856                                                    | 26 listopada 2008           | W dolnej części pnia karpa osłabiona jest przez wyraźne wysadzenie. Pień drzewa na wysokości 3,5 m rozwidla się na trzy główne przewodniki. Objęto go ochroną ze względów estetycznych, z uwagi na atrakcyjny pokrój drzewa oraz ze względu na fakt, iż wyróżnia się w rodzimym drzewostanie i wyraźnie dominuje swą wysokością i średnicą korony na tle drzew w jego otoczeniu |         |
| Grupa ośmiu platanów klonolistnych                        | obw.: od 385 do 484 cm pierśn.: od 123 do 154 cm wys.: od 19 do 24 m średn. kor.: od 23 do 28 m | ok. 190–200 lat                                                        | Teren dawnego szpitala miejskiego przy ul. Bema, działka nr 2917/180 50°05′11,43″N 18°13′05,19″E/50,086508 18,218108                                                                                           | 26 listopada 2008           | Drzewa stanowią szpaler na terenie dawnego ogrodu szpitalnego. Ogólny stan zdrowotny platanów jest dobry, chociaż we wszystkich drzewach występuje nieznaczny posusz, na niektórych są też listwy mrozowe, wyłamane konary i grzyby pasożytnicze. Istnieje prawdopodobieństwo występowania ubytku kominowego w kłodzie drzewa nr 8. Objęto je ochroną ze względów dydaktyczno-naukowych, estetycznych i przyrodniczych, z uwagi na atrakcyjny pokrój i budowę morfologiczną kory drzew oraz ze względu na fakt, iż szpaler ten stanowi unikalny przykład tak dużego zgrupowania starodrzewia w centrum Raciborza i wyróżnia się na tle zabudowy |         |
| Dwa cisy pospolite (Taxus baccata)                        | Drzewo nr 1: wys.: 9,5 m średn. kor.: 10 m Drzewo nr 2: wys.: 8,5 m średn. kor.: 8 m            | ok. 250 lat                                                            | Przed klasztorem Franciszkanów przy ul. Sudeckiej, na terenie działki nr 1165 50°05′06,18″N 18°13′59,12″E/50,085050 18,233089                                                                                  | 26 listopada 2008           | Są to egzemplarze żeńskie, w formie drzewiastej, wieloprzewodnikowe (rozwidlają się od szyi korzeniowej). Korony drzew są zwarte, z nielicznymi śladami chlorozy i nekrozy. Objęto je ochroną ze względów historycznych, estetycznych i dydaktyczno-naukowych, z uwagi na atrakcyjny pokrój i budowę morfologiczną kory, ze względu na to, iż wyróżniają się na tle otaczającej je zabudowy, a także ponieważ są to jedne z najstarszych drzew na terenie miasta oraz podlegają w Polsce ścisłej ochronie gatunkowej |         |
| Jesion wyniosły                                           | obw.: 367 cm pierśn.: 117 cm wys.: 28 m średn. kor.: 22 m                                       | ok. 190 lat                                                            | W pobliżu cmentarza żołnierzy Armii Radzieckiej przy ul. Reymonta, na terenie działki nr 4315/8, w niewielkiej odległości od pomnikowego platana klonolistnego 50°05′48,57″N 18°12′50,56″E/50,096825 18,214044 | 26 listopada 2008           | Drzewo rozgałęzia się na dwa główne przewodniki i ma rozłożystą, symetryczną koronę. Na przewodniku od strony południowo-zachodniej widoczne są ubytki świadczące o rozkładzie drewna w środku. Objęto go ochroną ze względów estetycznych, z uwagi na atrakcyjny pokrój drzewa oraz na fakt, iż wyróżnia się i dominuje na tle okolicznych drzew |         |
| Jesion wyniosły                                           | obw.: 357 cm pierśn.: 114 cm wys.: 22 m średn. kor.: 19 m                                       | ok. 180 lat                                                            | Przy ul. Londzina, obok stacji paliw, na terenie działki nr 4489/8, w pobliżu pomnikowego dęba białego 50°05′45,80″N 18°12′47,25″E/50,096056 18,213125                                                         | 26 listopada 2008           | Znajduje się w dobrym stanie zdrowotnym. Zdecydowano się na objęcie go ochroną ze względów estetycznych, z uwagi na atrakcyjny pokrój drzewa oraz ze względu na fakt, iż wyróżnia się ono na tle innych drzew i zabudowy miejskiej, dominując swą wysokością i średnicą korony |         |
| Jesion wyniosły                                           | obw.: 367 cm pierśn.: 117 cm wys.: 19 m średn. kor.: 28 m                                       | ok. 190 lat                                                            | Przy ul. Babickiej, na terenie działki nr 1767 50°06′26,16″N 18°17′27,92″E/50,107267 18,291089 | 26 listopada 2008           | Okaz jest w dobrym stanie zdrowotnym. Na wysokości 3,5 m drzewo rozwidla się na cztery przewodniki. Egzemplarz ustanowiono pomnikiem przyrody ze względów estetycznych, z uwagi na atrakcyjny pokrój drzewa, symetrycznie rozbudowaną koronę i budowę morfologiczną kory (pień i konary są wyraźnie cętkowane) oraz ze względu na fakt, iż drzewo wyróżnia się na tle okolicznego zadrzewienia i zabudowy. Z wnioskiem o objęcie ochroną wystąpił właściciel terenu, na którym znajduje się drzewo |         |
| Dąb Sobieskiego w Łężczoku dąb szypułkowy (Quercus robur) | obw.: 690 cm pierśn.: 220 cm wys.: 33 m                                                         | ponad 400 lat                                                          | W południowej części rezerwatu przyrody Łężczak, w granicach administracyjnych Raciborza, niedaleko zabytkowego dworku myśliwskiego 50°07′45,86″N 18°16′26,70″E/50,129406 18,274083                            | 14 kwietnia 1967            | Najstarsze i najgrubsze drzewo w Raciborzu. Rozgałęzione na dwa główne pnie, w odziomku duża szczelina po trzecim pniu. Ogrodzone niewielkim, drewnianym płotem. Nazwa dębu wywodzi się z podań wiążących to drzewo z podążającym na odsieczą wiedeńską w 1683 roku królem Janem III Sobieskim. |         |
| Głaz narzutowy na placu Wolności                          | wys.: 2,25 m dł.: 3,25 m obj.: 16,5 m³                                                          | pochodzi z epoki lodowcowej, odkryty w 1927, na placu Wolności od 1934 | Plac Wolności, teren działki nr 843/175 50°05′37,45″N 18°12′53,65″E/50,093736 18,214903 | 10 czerwca 1960             | Ważący 42,5 t głaz narzutowy z epoki lodowcowej, złożony z granitu, z licznymi domieszkami czerwonego skalenia oraz kwarcu. Największy głaz pomnikowy w województwie śląskim i na całym Śląsku, a także jedyny w Raciborzu pomnik przyrody nieożywionej. Został odkryty w 1927 roku w piaskowni w Wojnowicach. 6 czerwca 1934 roku ustawiono go na obecnym miejscu |         |

Do roku 2000 istniała także uznana za pomnik przyrody sosna zwyczajna w Brzeziu:
| Sosienka sosna zwyczajna (Pinus sylvestris) | pierśn.: 188 cm wys.: 13 m | w chwili ścięcia miała niespełna 200 lat | Wzgórze Sosienka w Brzeziu 50°04′43,86″N 18°16′05,98″E/50,078850 18,268328 | 7 sierpnia 1963 | Ścięty w 2000 roku po podpaleniu okaz sosny zwyczajnej w raciborskiej dzielnicy Brzezie, na wzgórzu o identycznej nazwie co sama sosna. Związany z kilkoma legendami, funkcjonował jako symbol Brzezia, umiejscowiony był m.in. na pieczęci gminnej z I połowy XX wieku |

1. Dąb biały przy ul. Londzina
2. Dąb błotny w parku Zamkowym
3. Cypryśnik błotny w parku im. Miasta Roth
4. Cypryśnik błotny w pobliżu cmentarza żołnierzy Armii Radzieckiej
5. Bluszcz pospolity w parku im. Miasta Roth
6–9. Platany klonolistne w parku Kolejowym
10. Platan klonolistny w pobliżu cmentarza żołnierzy Armii Radzieckiej
11. Grupa siedmiu platanów klonolistnych przy ul. Wojska Polskiego
12. Grab pospolity w parku im. Miasta Roth
13. Jesion wyniosły w parku im. Miasta Roth
14. Grupa ośmiu platanów klonolistnych na terenie dawnego szpitala
15. Dwa cisy pospolite przy ul. Sudeckiej
16. Jesion wyniosły w pobliżu cmentarza żołnierzy Armii Radzieckiej
17. Jesion wyniosły przy ul. Londzina
18. Jesion wyniosły przy ul. Babickiej
19. Dąb Sobieskiego w Łężczoku
20. Głaz narzutowy na placu Wolności
21. Miejsce, w którym do 2000 roku rosła Sosienka